# شومة (درميان)
شومة (بالفارسية: شومه) هي مستوطنة تقع في إيران في قسم درمیان الريفي. يقدر عدد سكانها بـ 39 نسمة .